# Devil Sold His Soul
Devil Sold His Soul is een posthardcore/progressieve metalband uit het Verenigd Koninkrijk, opgericht in 2004 en bestaande uit Ed Gibbs (zang), Jonny Renshaw, Richard Chapple (gitaar), Iain Trotter (bas), Paul Kittney (samples) en Leks Wood (drums). Wood is de opvolger van Dave Robinson, die van 2006 tot 2007 de drummer van de band was. De oorspronkelijke drummer Tom Harriman verliet de band in 2006. De band krijgt af en toe ook stijlelementen toegewezen van postmetal en sludgemetal.

## Bezetting
Huidige bezetting
- Richard Chapple (gitaar, 2004–heden)
- Paul Kitney (sampling, 2004–heden)
- Jonny Renshaw (gitaar, 2004–heden)
- Ed Gibbs (zang, 2004–2013, 2017–heden)
- Alex 'Leks' Wood (drums, 2007–heden)
- Jozef Norocky (basgitaar, 2011–heden)
- Paul Green (zang, 2013–heden)

Voormalige leden
- Tom Harriman (drums, 2004–2006)
- Dave Robinson (drums, 2006–2007)
- Iain Trotter (basgitaar, 2004–2011)

## Geschiedenis
De eerste ep Darkness Prevails werd in 2005 uitgebracht onder Visible Noise en werd in 2008 opnieuw uitgebracht. Het album kreeg recensies van Kerrang! en Metal Hammer. Hun debuutalbum A Fragile Hope werd uitgebracht op 18 juni 2007. Visible Noise en de band gingen uit elkaar voordat het album werd geproduceerd. In 2008 verscheen een split-cd met de band Tortuga. In 2010 verschenen de single Callous Heart en het tweede album Blessed & Cursed onder Century Media. De band toerde later met Architects door het Verenigd Koninkrijk. Na de supporttournee plande de band hun eigen tournee als headliner door Europa. De band gaf al concerten in Mechelen en Amsterdam. Begin april 2013 verliet zanger Ed Gibbs de band na negen jaar als actief lid, omdat hij volgens hem niet meer voelde dat hij er voor honderd procent bij kon zijn. Vervolgens werd zanger Paul Green van de band The Arusha Accord aangekondigd als nieuw bandlid.

## Discografie

### Singles
- 2007: Between Two Worlds
- 2007: The Starting
- 2010: Callous Heart (Century Media)
- 2012: A New Legacy
- 2013: Time

### Ep's
- 2005: Darkness Prevails (Visible Noise, 2008 opnieuw uitgebracht)
- 2014: Belong / Betray (Basick Records)

### Splits
- 2008: Split-cd met Tortuga

### Albums
- 2007: A Fragile Hope (Eyesofsound, Black Willow)
- 2010: Blessed & Cursed (Century Media)
- 2012: Empire of Light (Small Town Records)